# Sabotage (cantor)
Mauro Mateus dos Santos (São Paulo, 3 de abril de 1973 – São Paulo, 24 de janeiro de 2003), mais conhecido pelo seu nome artístico Sabotage, foi um rapper, cantor, compositor e ator brasileiro. Mauro, pai de dois filhos, nasceu na Favela do Canão, Zona Sul de São Paulo, onde, depois de ter sido assaltante e gerente de tráfico encontrou a saída no rap, entrando na música e percebendo o seu verdadeiro dom. A origem do apelido Sabotage deu-se por estar sempre conseguindo burlar as leis com tremendo êxito, como entrar em bailes, festas e boates sem permissões, e saindo ileso de inúmeras confusões. Considerado uma lenda na Zona Sul, ele inspirou vários rappers, como Rhossi, Pavilhão 9, além de ter ensinado Paulo Miklos como ser um digno malandro, no filme O Invasor, de Beto Brant, com quem chegou a escrever uma música.
No ano 2000, Sabotage lançou seu álbum de estreia, Rap é Compromisso!, e durante sua carreira participou de vários CDs com os grupos RZO, SP Funk, entre outros. Em 2016, treze anos após sua morte, o álbum que leva o mesmo nome do cantor foi lançado no serviço de streaming Spotify. Nele estão diversas canções feitas na semana em que o rapper foi assassinado.
Também, como ator, fez parte de dois filmes, o já citado O Invasor, e o premiado Carandiru, além de ter recebido vários prêmios, como personalidade, revelação e outros no Hútus, o grande festival de premiação de rap no Brasil. Vale ressaltar que Sabotage era o próprio compositor e cantor de suas músicas. Em toda sua carreira, compôs dezenas de trabalhos e alguns deles se tornaram uma espécie de hino para jovens da periferia. Para muitos, Sabotage é uma rica expressão da constante luta que o pobre enfrenta diariamente para viver dignamente e isso fez com que vários outros artistas usassem suas obras como samples, colagens e scratches de seus trabalhos.

## Biografia

### Vida pessoal e carreira

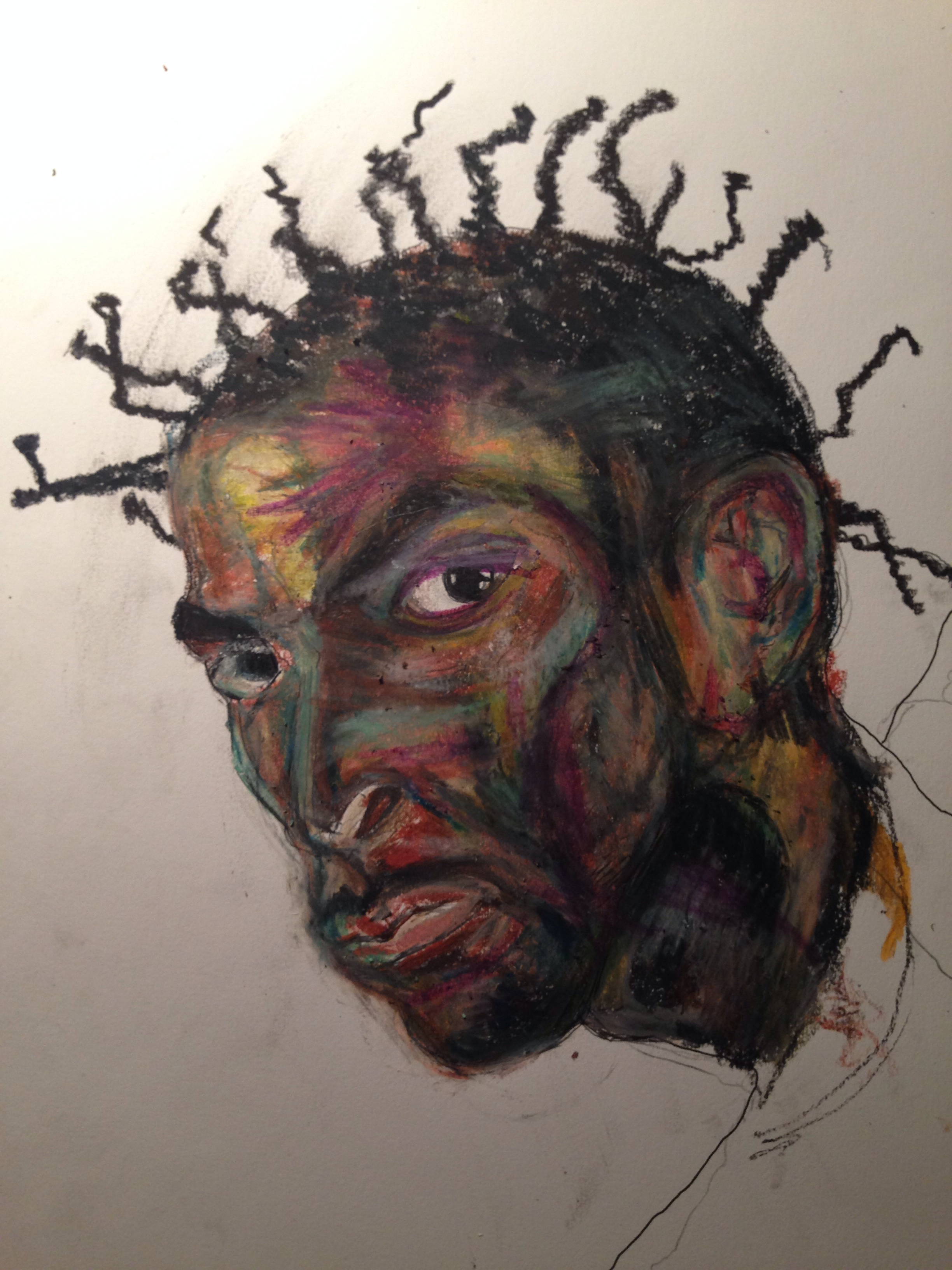
Graffiti Sabotage em desenho artístico a partir de dezembro de 2013.

Quando era bandido se via naquela música "O Meu Guri", de Chico Buarque e se imaginava cantando. Em 1985, ele escreveu uma música e ensaiou, mas só pra ele mesmo. E usava o solo de uma música do Leo Jaime, pra cantar a sua rima em cima. Ouvia Afrika Bambaataa, Barry White. Dentre todos esses artistas ele se identificou muito com Barry White porque, como ele, Sabotage também perdeu seu irmão para o crime. Desde pequeno tinha mania de andar com uma arma para assaltar pessoas. As pessoas diziam:
| “ | "Meu, você é louco! Vai puxar uma carroça, pegar um papelão, jornal, levar um dinheiro pra casa." | ” |

E depois de ter sido reconhecido como rapper, elas se desculpavam: "Meu, eu não devia ter te falado aquilo." Sabotage sempre fez rimas, mas ele nunca se revelava musicalmente a ninguém. Até que em 1988, 1989, começou a se inscrever em concursos de rap. Num deles, no salão Zimbabwe, conheceu Mano Brown e o Ice Blue, ambos do Racionais MC's, que ficaram principalmente impressionados com performance dele. Nesses concursos você não podia ser muito contundente nas letras, mas na sua apresentação, Sabotage cantava uma música totalmente fora dos padrões do concurso, chamada "Na City". E a galera não acreditava que aquele moleque tinha feito a música. E foi com o grupo RZO (Rapaziada Zona Oeste), que, aliás, é conhecido por revelar talentos para o público fora do rap, Negra Li, por exemplo , que Sabotage viu seu trabalho repercutir no rap nacional especialmente após a gravação de várias músicas e videoclipes, bem como a apresentação destes em shows. Na sequência, Sabotage gravou seu primeiro e único disco solo, intitulado "Rap é Compromisso", gravado pelo selo Cosa Nostra, o mesmo que lançou o disco "Sobrevivendo no Inferno", dos Racionais MC's.
O lançamento do seu primeiro álbum e as participações em shows, sobretudo nos do RZO, renderam ao rapper o convite para atuar em filmes do cinema nacional e, com isso, ter seu trabalho apreciado e reconhecido por um público ainda maior. Ao todo, foram dois os filmes em que Sabotage fez atuações: O Invasor, de Beto Brant, e Carandiru, de Héctor Babenco. Em O Invasor, Sabotage fez parte da equipe do filme, desempenhando três funções distintas. Participou da trilha sonora com cinco músicas (sendo três inéditas), serviu de consultor de "cultura da periferia" para moldar o personagem Anísio, interpretado pelo titã Paulo Miklos, e ainda por cima atuou no filme, interpretando ele mesmo, em uma cômica cena em que o personagem Anísio o apresenta para seus clientes "pedindo" um dinheiro para ele gravar seu CD. Já no filme "Carandiru", ele encarnou o personagem Fuinha e gravou uma das músicas da trilha sonora. Fez várias participações como na música "Dorobo" do BNegão; "Nem Tudo está Perdido" do Posse Mente Zulu; com Rappin' Hood; "Black Steel In the Hour of Chaos" (cover do Public Enemy) com a banda Sepultura; com Helião, Sandrão, Negra Li, Negro Útil, KL Jay em "Piri-Pac"; com Jacksom, Trilha Sonora do Gueto e Z'África Brasil em "Gíria Criminal"; e com Charlie Brown Jr. em "A Banca", "Marginal Alado" e "Cantando pro Santo". Um álbum póstumo está para ser lançado em 2010.

### Carreira no cinema
O músico fez sua estréia cinematográfica em O Invasor, do diretor Beto Brant. "Ele viu um vídeo em que eu cantava com o grupo RZO. E ele pensou 'esse cara é louco'". Mas a insanidade pareceu lógica para o diretor de Ação Entre Amigos e Os Matadores, que convocou Sabotage para uma entrevista. Durante a conversa, Brant apresentou o músico a Paulo Miklos, cantor do Titãs que encarnou Anísio, o protagonista de O Invasor. "Eu não conseguia parar de rir da cara dele!", diz Sabotage. Apesar da descontração, o rapper fez questão de palpitar no roteiro da produção, apontando erros em relação à vida na periferia. Acabou consultor técnico e "treinador" de Miklos na área de fala e gírias. O roteiro da fita foi escrito por Brant e Renato Ciasca em parceria com o autor do livro O Invasor, Marçal Aquino. Para Sabotage, Aquino reflete com perfeição o dia-a-dia da periferia. "Ele não esconde nada, eu acho isso muito bom. Eu li aquele livro dele, o Faroestes e é veridicão. Aquela placa com os tiros na capa...", contou, lembrando que o escritor é também uma inspiração. "Eu quero chegar à idade dele do jeito que ele é. Eu chamo ele de garotão. Ele é ligado, comenta as coisas que viu. Por isso faz os livros daquele jeito."
O cantor, agora convertido a ator, passou a integrar o meio do cinema. Durante as filmagens de O Invasor, Brant teve a prova da influência que o rapper tem na periferia. "O Beto me falou: 'Sabota, aqui no mesmo lugar onde nós fizemos este filme, já me levaram todo o equipamento antes'. Porque é assim: a periferia sabe quem está explorando ela." Héctor Babenco – diretor de Carandiru (baseado no livro de Drauzio Varella, Estação Carandiru) veio a conhecer Sabotage durante as filmagens de O Invasor, o diretor comentou com Brant sobre um preso, condenado a 29 anos de cadeia, o Velho Monarca. Com a descrição, descobriram que ele era tio de Sabotage. "A mesma idade que eu tenho aqui [29 anos], ele vai passar lá [na cadeia]", lembra o rapper. Contato estabelecido, ficou determinado que o artista interpretaria o personagem Fuinha, além de cuidar de músicas para a trilha sonora do filme e do making of . E a parceria com Babenco foi além, gerando, inclusive, uma música. "Imagina ele falando pra mim 'águas turvas', com aquele espanhol! Pra pôr isso numa rima foi foda, mas ficou muito classe!." Em Carandiru, Sabotage também voltou a atuar como consultor técnico. Foi ele quem conseguiu os figurantes para as cenas que exigiam um número grande de pessoas.

## Morte
Na manhã do dia 24 de janeiro de 2003, Sabotage levou sua esposa, Maria Dalva da Rocha Viana, ao ponto de ônibus em frente ao número 1877 da Avenida Professor Abraão de Morais, no bairro Saúde, perto de sua casa na Zona Sul de São Paulo. Na despedida, disse à ela que iria para o Fórum Social Mundial de 2003, em Porto Alegre. Após entrar no carro, segundo testemunhas, foi abordado por um homem que disparou quatro vezes. Sabotage foi atingido com dois tiros na coluna vertebral, enquanto os outros dois atingiram sua mandíbula e sua cabeça. O rapper foi encontrado ao lado de seu carro, às 5h50. Ao seu lado foi encontrada uma máscara preta. Ele chegou a ser reanimado por 30 minutos no Hospital São Paulo, mas, devido ao estado considerado gravíssimo, não resistiu. Especulações  na época apontavam algumas possíveis causas, entre elas, o envolvimento do rapper com o mundo do crime quando era mais jovem. Seus amigos e familiares, no entanto, não concordavam com essa hipótese, visto que Sabotage tinha desistido da vida criminosa por volta de 10 anos antes de sua morte.
O enterro ocorreu no dia 25 de janeiro de 2003 no Cemitério do Campo Grande, onde a esposa do rapper, Dalva, não permitiu a entrada da imprensa.
"Sabota", como também era chamado, nunca escondeu de ninguém seu envolvimento com os atos ilícitos no passado de sua vida. Em depoimentos à Revista MTV de agosto de 2002, o rapper alegou:
| “ | "Moro na favela desde os 2 anos e, dos 8 aos 19, andei no crime que nem louco. Saí por causa de Deus, porque polícia não intimidava, tapa na orelha só deixa a criança mais nervosa". | ” |

Sabotage estava em uma fase tranquila de sua vida. Na comunidade do Boqueirão, no bairro Jardim da Saúde, em São Paulo, Sabotage viveu os últimos três anos em vida com seus filhos, Wanderson do Santos e Tamires do Santos.

#### Julgamento
O julgamento do assassino de Sabotage estava previsto para iniciar em 28 de abril de 2010, aproximadamente 7 anos e 3 meses após o acontecimento. No entanto, ele acabou sendo adiado para 12 de julho pela ausência de uma testemunha imprescindível pela acusação, segundo a juíza Fabíola Oliveira Silva.
O processo foi reiniciado na data prevista, e o julgamento durou dois dias, com o então suspeito Sirlei Menezes da Silva negando as acusações de envolvimento na morte de Sabotage, e colocando por sua vez a culpa no Primeiro Comando da Capital, o PCC. A defesa questionou as provas e a conduta da polícia no inquérito, obtendo como réplica a acusação de que Sirlei teria feito uma festa para comemorar o assassinato do "inimigo".
Em 13 de julho de 2010, o júri se reuniu para decidir e por volta das 18h, o veredito foi a condenação a 14 anos de prisão para Sirlei Menezes da Silva.

## Discografia

#### Álbuns de estúdio
- 1997 - Supervisionando a Sociedade
- 2000 - Rap É Compromisso!
- 2016 - Sabotage

#### Coletâneas
- 2002 - trilha sonora do filme O Invasor
- 2003 - Uma Luz que Nunca Irá se Apagar
- 2008 - Rap É o Hino Que me Mantém Vivo

### Singles
- Neural - (Part.Negra Li, & Família Sabotage) (2016)
- Love Song (A Maior dor de um homem) - (Part.Mano Brown) (2018)

#### Parcerias
- "TI, TI, TI" e "DJ Cia" (com RZO)
- "Black Steel in the Hour of Chaos" (cover de Public Enemy) (com Sepultura)
- "Cantando Pro Santo" (com Charlie Brown Jr.)
- "Dorobo" (com BNegão)
- "Enxame" (com SP Funk)
- "Marginal Alado" (com Charlie Brown Jr.)
- "Nem Tudo Está Perdido" (com Rappin' Hood)
- "O Livro" (com Ronnald Rap)
- "Vira Lata Sa"   (com Di Função)
- "A Banca"   (com RZO e Charlie Brown Jr.)
- "Um bom lugar" (com Black Alien)
- "Cabeça de Nego" (com Instituto)
- "Dama Tereza" (com Instituto)
- "Cabeça de Nego" (com Karol Conka)
- "Monstro Invisível" (com MC Hariel)
- "Jogo Sujo" (com Young Mascka)
- "Quem é Sabe" (com Young Mascka)

## Filmografia

### Filmes
| Ano  | Nome      | Personagem |
| ---- | --------- | ---------- |
| 2002 | O Invasor | Ele mesmo  |
| 2003 | Carandiru | Fuinha     |

### Prêmios
| Ano  | Prêmio       | Categoria                       | Ref    |
| ---- | ------------ | ------------------------------- | ------ |
| 2002 | Prêmio Hutúz | Revelação                       | [ 19 ] |
| 2002 | Prêmio Hutúz | Personalidade do Ano            | [ 19 ] |
| 2009 | Prêmio Hutúz | Maiores revelações da década    | [ 20 ] |
| 2009 | Prêmio Hutúz | Maiores artistas solo da década | [ 20 ] |

#### Sabotage - Nós (Documentário)
Sabotage - Nós é um documentário que retrata a caminhada do 'Maestro do Canão' em direção ao seu disco de estreia, 'Rap é Compromisso', apresentando a perspectiva dos produtores, amigos e colaboradores que participaram ativamente do trabalho. Em paralelo, é contada a história da 'Família RZO' e do momento áureo do rap nacional ao final dos anos 90.
O documentário é intercalado por cenas dos filhos de Mauro Mateus dos Santos, Wanderson "Sabotinha" e Tamires, mostrando o cotidiano da Favela do Boqueirão, onde moram e onde viveu Sabotage, após sua saída do Canão.

#### Sabotage: O Maestro do Canão
Sabotage: O Maestro do Canão é um documentário dirigido por Ivan13p e produzido por Denis Feijão e Ivan13p. O documentário que reúne depoimentos de amigos e familiares, teve sua pré-estréia no dia 23 de janeiro de 2015 e entrou em exibição nos cinemas no dia 5 de Março de 2015. Tem 1h50min de duração e nomes famosos no seu elenco, como o rapper Thaíde, o músico Paulo Miklos, e o ator Aílton Graça